# Mori Yoshinari
Mori Yoshinari est un nom japonais traditionnel ; le nom de famille (ou le nom d'école), Mori, précède donc le prénom (ou le nom d'artiste).
Mori Yoshinari (森 可成, 1523-19 octobre 1570) est un samouraï de l'époque Sengoku et chef de la famille Mori, qui sert le clan Toki (土岐氏). Les Toki sont les seigneurs de la province de Mino. Quand le clan Toki est renversé par Saitō Dōsan (斉藤道三), Yoshinari et sa famille deviennent obligés d'Oda Nobunaga.
Yoshinari est le père des samouraïs Mori Nagayoshi et Mori Ranmaru. Après la mort de Yoshinari dans sa lutte contre le clan Asakura, Nagayoshi reprend la tête du clan, mais il meurt plus tard au cours de la bataille de Komaki et Nagakute en 1584.

## Famille
- Fils :
  - Mori Nagayoshi (1558-1584)
  - Mori Ranmaru (1565-1582)
  - Mori Tadamasa

## Source de la traduction
- (en) Cet article est partiellement ou en totalité issu de l’article de Wikipédia en anglais intitulé « Mori Yoshinari » (voir la liste des auteurs).